# Roberta Gemma
Roberta Gemma (née le 15 décembre 1980 à Marino, dans la province de Rome, dans le Latium) est une actrice pornographique italienne.

## Récompenses
- 2006 : Eroticline Awards - "Best International Newcomer"
- 2008 : Eroticline Awards - "Bester Cross Over Star 2008 International"

## Filmographie
- Diario di una Segretaria (Journal Intime d'une Secrétaire) (2007)
- Glamour Dolls 2 & 4 (2008)
- Luna's Angels 2007
- Order 2006
- Simply Roberta 2010
- Sottomessa: racconto di una segretaria 2009
- Specialist 2007
- Teufels Fotzen 1 2007
- Simply Roberta (2010)
- Il Museo della Carne (2010)